# 赤尾村
赤尾村（あかおむら）は、かつて岐阜県山県郡にあった村である。
現在の山県市赤尾に該当する。

## 歴史
- 江戸時代末期、当村は美濃国山県郡であり、天領であった。
- 1889年（明治22年）7月1日 - 町村制により、赤尾村が発足。
- 1897年（明治30年）4月1日 - 伊佐美村、椎倉村と合併し、桜尾村が発足。同日赤尾村は廃止。